# Frederik I van Münster
Frederik I van Münster (circa 1020 - 18 april 1084) was van 1064 tot aan zijn dood bisschop van Münster. Hij behoorde tot het huis Wettin.

## Levensloop
Frederik was een zoon van Diederik II van Wettin, markgraaf van Neder-Lausitz, uit diens huwelijk met Mathilde van Meissen, dochter van markgraaf Ekhard I van Meißen. 
Hij liep samen met Anno van Steußlingen, de latere aartsbisschop van Keulen, school in Paderborn en werd daarna kanunnik in de Dom van Maagdenburg. Uiteindelijk bracht hij het er tot proost, vooraleer hij van 1060 tot 1063 de functie van kanselier uitoefende aan het hof van Rooms-Duits koning Hendrik IV en diens moeder Agnes van Poitou. Na een mislukte poging om verkozen te worden tot aartsbisschop van Maagdenburg, aartsbisschop Anno II van Keulen drukte de benoeming van zijn broer Werner door, werd Frederik in 1064 geïnstalleerd als bisschop van Münster.
In het conflict van de Saksische adel met keizer Hendrik IV koos Frederik partij voor deze laatste, waardoor hij in tegenstelling tot zijn broers Dedo, Gero en Thiemo I een positie tegen zijn standgenoten innam. Tijdens het Beleg van Harzburg in 1073 onderhandelden hij en twee anderen in opdracht van de koning tussen de vijandige partijen. In 1075 bemiddelde hij dan weer tussen koning Hendrik IV en de aartsbisschop van Maagdenburg, met de bedoeling hen vrede te laten sluiten. In januari 1076 eiste hij samen met andere bisschoppen in Worms de afzetting van paus Gregorius VII. Als gevolg werd Frederik geschorst als bisschop, hetgeen in oktober dat jaar in Trebur weer werd opgeheven. Volgens een brief van Sigwin van Are, aartsbisschop van Keulen, was Frederik in 1083 nog steeds een aanhanger van koning Hendrik IV.
Bisschop Frederik I van Münster overleed een jaar later, in april 1084.
- Gemeinsame Normdatei: 136158188
- Virtual International Authority File: 80550419